# デニス・バーナード (英国陸軍将校)
サー・デニス・ジョン・チャールズ・カーワン・バーナード（Sir Denis John Charles Kirwan Bernard KCB、CMG、DSO, 1882年 – 1956年）は、イギリス陸軍の士官。

## 略歴
庶民院議員パーシー・バーナード(第3代バンドン伯の甥)の息子で、1902年にライフル旅団の士官を務めた。第一次世界大戦では河川輸送士官としてイギリス海外派遣軍と共に参加し、フランス、ガリポリ半島、テッサロニキ、エジプトで従事した。 1927年に初代Royal Ulster Rifles指揮官、1930年にインドでNorthern Command参謀附准将、 1934年に陸軍省Director of Recruiting and Organisationとなった。1936年に第3師団司令長官となり、1939年に引退した。
退職後はバミューダ総督となった。知事の任期中、米軍基地の設置提案の検討を迫られた。当時米軍は必要だったが、地元の人の反対は大きく、 "to make way for a civilian"ということで1941年に英国政府の要請で辞任した。 バミューダ諸島ハミルトン のバーナード公園は彼にちなんで命名された。 自宅はゴールウェイのハケット城である。